# Afroamericanos de Nueva Escocia
Los afroamericanos de Nueva Escocia son canadienses de color cuyos antepasados se remontan principalmente a los Estados Unidos coloniales como esclavos o libertos, y que más tarde llegaron a Nueva Escocia, Canadá, durante el siglo XVIII y principios del XIX. En el censo de Canadá de 2016, 21.915 personas de color viven en Nueva Escocia, la mayoría en Halifax. Desde la década de 1950, numerosos afroamericanos de Nueva Escocia han emigrado a Toronto por su mayor gama de oportunidades. Antes de las reformas de inmigración de la década de 1960, los afroamericanos de Nueva Escocia formaban el 37% del total de la población negra canadiense.
La primera persona de color en Nueva Escocia se registró entre los fundadores de Port Royal (Acadia) en 1604. Los africanos occidentales fueron traídos como esclavos tanto a las primeras colonias británicas como a las francesas en los siglos XVII y XVIII. Muchos vinieron como esclavos, principalmente de las Indias Occidentales francesas a Nueva Escocia durante la fundación de Louisbourg. La segunda gran migración de negros a Nueva Escocia se produjo después de la Revolución 
Americana, cuando los británicos evacuaron a miles de esclavos que habían huido a sus líneas durante la guerra. La Corona les prometió la libertad si se unían a las líneas británicas, y unos 3.000 lealistas negros fueron reasentados en Nueva Escocia después de la guerra. También se produjo la migración forzosa de los cimarrones jamaicanos en 1796, aunque un tercio de los lealistas y casi todos los cimarrones se fueron para fundar Freetown en Sierra Leona cuatro años después.
En este período, las oportunidades educativas comenzaron a desarrollarse con el establecimiento de la United Society Partners in the Gospel (Bray Schools) en Nueva Escocia. El declive de la esclavitud en Nueva Escocia se produjo en gran parte por decisiones judiciales locales acordes con las de los tribunales británicos de finales del siglo XVIII.

La siguiente gran migración de negros se produjo durante la guerra anglo-estadounidense de 1812, de nuevo con los afroamericanos que escapaban de la esclavitud en los Estados Unidos. Muchos vinieron después de haber ganado el paso y la libertad en los barcos británicos. Los británicos emitieron una proclama en el Sur prometiendo libertad y tierra a aquellos que quisieran unirse a ellos.

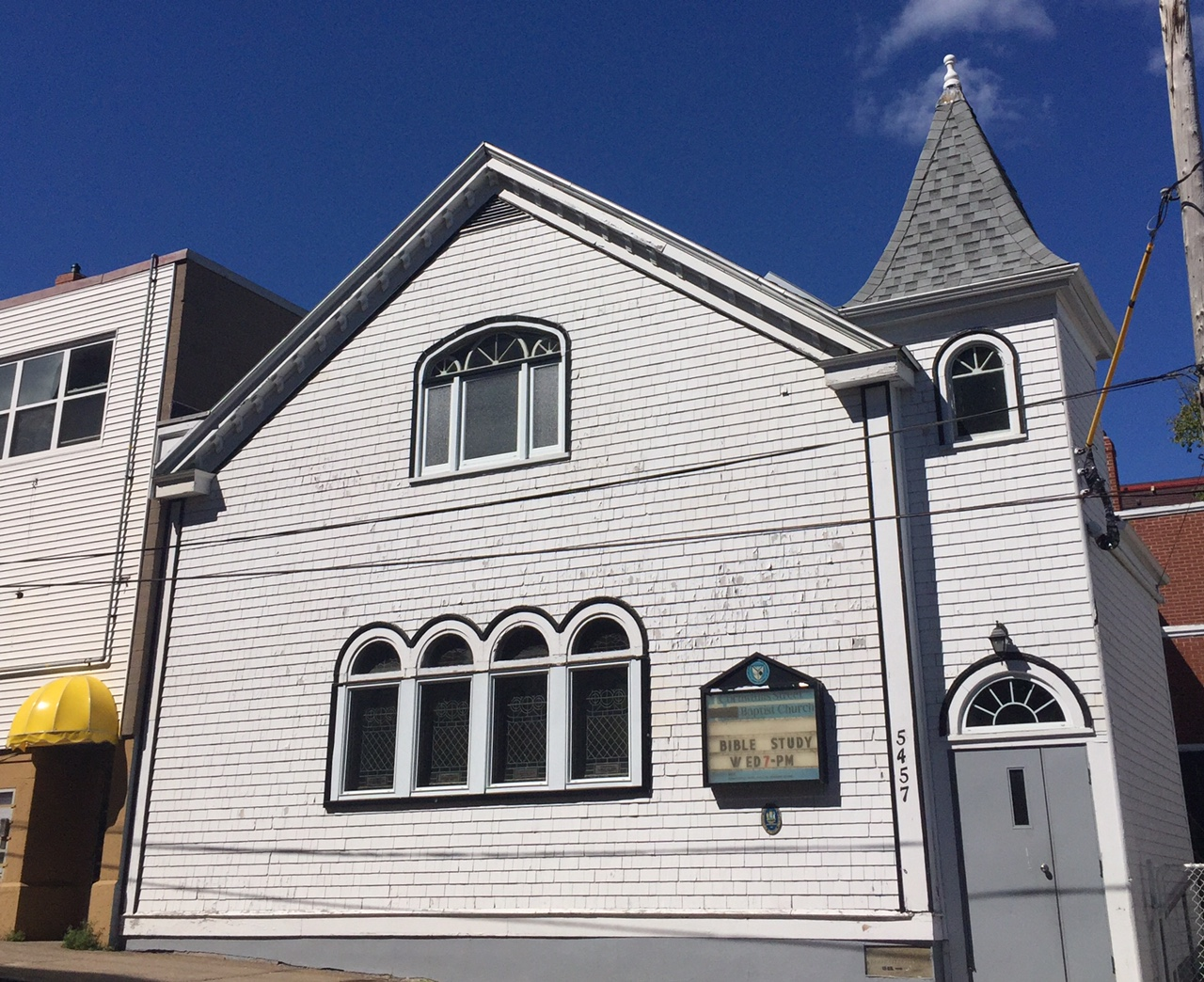
Iglesia Bautista Nuevos Horizontes de Halifax (2016)

 La creación de instituciones como la Escuela Real Acadiana y la Iglesia Bautista Nuevos Horizontes de Halifax, fundada en 1832, abrió oportunidades para los canadienses negros. Durante los años anteriores a la guerra civil estadounidense, se calcula que entre diez y treinta mil afroamericanos emigraron al Canadá, en su mayoría como individuos o pequeños grupos familiares; muchos se establecieron en Ontario.
En el siglo XX, los negros de Nueva Escocia se organizaron en pro de los derechos civiles, estableciendo grupos como la Asociación de Nueva Escocia para el Adelanto de las Personas de Color, la Comisión de Derechos Humanos de Nueva Escocia, el Frente Unido Negro y el Centro Cultural Negro de Nueva Escocia. En el siglo XXI, el gobierno y los grupos de base han iniciado acciones en Nueva Escocia para hacer frente a los daños causados en el pasado a los afroamericanos de Nueva Escocia, como la Apología de Africville, el indulto de Viola Desmond y la iniciativa de justicia restaurativa para el Nova Scotia Home for Colored Children.
Un número significativo de afroamericanos de Nueva Escocia también tiene algún patrimonio indígena, debido a los matrimonios históricos entre las comunidades negras y las naciones Originarias de Canadá o métis.  Estas afirmaciones comenzaron a surgir en la década de 2010, en particular a través del proyecto de la película musical y documental The Afro-Métis.

## Historia
Afroamericanos de Nueva Escocia por proporción de la población canadiense negra:
| Año  | Número de afrocanadienses | Número de habitantes afroamericanos de Nueva Escocia | Percentajede de todos los afrocanadienses que viven en Nueva Escocia |
| ---- | ------------------------- | ---------------------------------------------------- | -------------------------------------------------------------------- |
| 1881 | 21,394                    | 7,062                                                | 33%                                                                  |
| 1951 | 18,020                    | 8,141                                                | 45%                                                                  |
| 2016 | 1,198,545                 | 21,910                                               | 2%                                                                   |

### sigloXVII

#### Port Royal
La primera persona negra registrada en Canadá fue Mathieu da Costa. Llegó a Nueva Escocia en algún momento entre 1605 y 1608 como traductor del explorador francés Pierre Dugua de Mons. La primera persona negra conocida que vivió en Canadá fue un esclavo de Madagascar llamado Olivier Le Jeune (que puede haber sido de ascendencia parcialmente malaya).

### sigloXVIII

#### Louisbourg

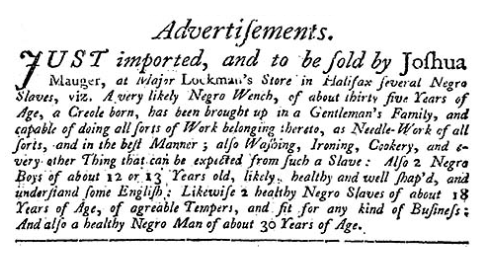
Advertencias para esclavos, Halifax Gazette, 30 de mayo de 1752, p. 2.

De los 10.000 franceses que vivían en Louisbourg (1713-1760) y en el resto de Ile Royale, 216 eran esclavos afrodescendientes. Según el historiador Kenneth Donovan, los esclavos en Ile Royal trabajaban como «sirvientes, jardineros, panaderos, taberneros, canteros, músicos, lavanderos, soldados, marineros, pescadores, trabajadores de hospitales, hombres de transbordador, verdugos y niñeras». Más del 90 por ciento de los esclavos eran negros de las Antillas francesas, que incluían Saint-Domingue, la principal colonia azucarera, y Guadeloupe.</ref>

#### Halifax
Entre los fundadores registrados para Halifax, había 17 personas negras libres. Para 1767, había 54 negros viviendo en Halifax. Cuando se estableció Halifax, Nueva Escocia (1749), algunos británicos trajeron esclavos a la ciudad, por ejemplo, el armador y comerciante Joshua Mauger vendió esclavos en una subasta allí. Se publicaron algunos anuncios en los periódicos para los esclavos fugitivos.
La primera comunidad negra de Halifax estaba en la calle Albemarle, que más tarde se convirtió en el sitio de la primera escuela para estudiantes negros en Nueva Escocia (1786). Esta escuela fue la única de beneficencia en Halifax durante los siguientes 26 años. A los blancos no se les permitía asistir.
Antes de 1799, 29 negros registrados fueron enterrados en el Antiguo Cementerio (Halifax, Nueva Escocia), de los cuales 12 de ellos fueron listados con nombre y apellido; siete de las tumbas son de la migración de las plantaciones de Nueva Inglaterra (1763-1775); y 22 tumbas son de inmediatamente después de la llegada de los lealistas negros en 1776. El reverendo John Breynton informó que en 1783, bautizó a 40 negros y enterró a muchos por enfermedad.
Según un informe de 1783, 73 negros llegaron a Halifax desde Nueva York. De los 4.007 negros que llegaron a Nueva Escocia en 1783 como parte del reasentamiento prometido por la Corona, el 69% (2775) eran libres, el 35% (1423) eran ex soldados británicos y el 31% (1232) eran esclavos de lealistas blancos. Mientras que 41 ex esclavos fueron enviados a Dartmouth, ninguno fue enviado a Halifax. Vivieron en Hafilax durante cuatro años (1796-1800) 550 cimarrones jamaicanos; fueron reasentados en Freetown (ahora Sierra Leona). Un regreso en diciembre de 1816 indica que hubo 155 negros que emigraron a Halifax durante la Guerra de 1812.

#### Revolución americana
Los británicos habían prometido a los esclavos de los rebeldes la libertad si se unían a sus fuerzas. Algunos llegaron durante la guerra a Nueva Escocia como resultado del Ferrocarril subterráneo. Al final de la Guerra de Independencia Americana, los británicos evacuaron a miles de Lealistas negros, estableciendo a muchos en la colonia británica de Nueva Escocia, Canadá. Tras la Proclamación de Dunmore, las autoridades británicas de las colonias americanas habían prometido libertad a los historia de la esclavos de los americanos rebeldes, que escaparon y se abrieron paso hasta las fuerzas reales. Un gran número de esclavos aprovechó esta oportunidad y se pasaron hasta el lado británico, al igual que un número mucho menor, de personas de color libres.
Aproximadamente tres mil lealistas negros fueron evacuados por barco a Nueva Escocia entre abril y noviembre de 1783, viajando en buques de la Marina Real o en transportes privados fletados por los británicos. Este grupo estaba compuesto en gran parte por comerciantes y trabajadores. Muchos de estos afroamericanos tenían raíces principalmente en estados americanos como Virginia, Carolina del Sur, Georgia y Maryland Algunos también provenían de Massachusetts, Nueva Jersey y Nueva York. Muchos de estos colonos afroamericanos fueron registrados en el Libro de los negros.
En 1785 en Halifax, las oportunidades educativas comenzaron a desarrollarse con el establecimiento de la Society for the Propagation of the Gospel in Foreign Parts (Bray Schools). En Halifax, por ejemplo, la primera maestra fue la «mujer negra capaz y seria». Inicialmente, la escuela estaba en el Hogar de Huérfanos y tenía 36 niños negros, seis de los cuales eran esclavos. Le siguió el reverendo William Furmage (m. 1793), misionero huntino que fue enterrado en el Viejo Cementerio (Halifax, Nueva Escocia). Después de un año le siguió Isaac Limerick,] quien trasladó la escuela y se endeudó para mantenerla. La siguiente maestra fue una mujer blanca, Deborah Clarke (1793-1809), seguida por Mary Fitzgerald. La escuela se disolvió en 1814 (cuando se estableció la Real Escuela Acadiana para blancos y negros). El siguiente maestro fue Daniel Gallagher, que ocupó el cargo durante un largo período. La escuela estaba en la comunidad negra de la calle Albemarle, donde sirvió al pueblo durante décadas bajo el hijo del reverendo Charles Inglis.

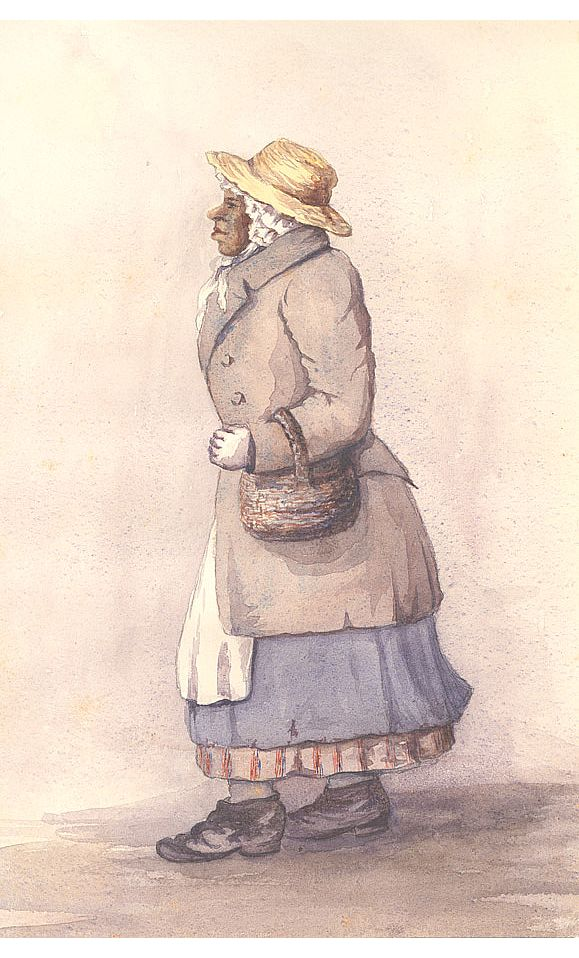
Rose Fortune, Lealista negro – Annapolis Royal c. 1830.
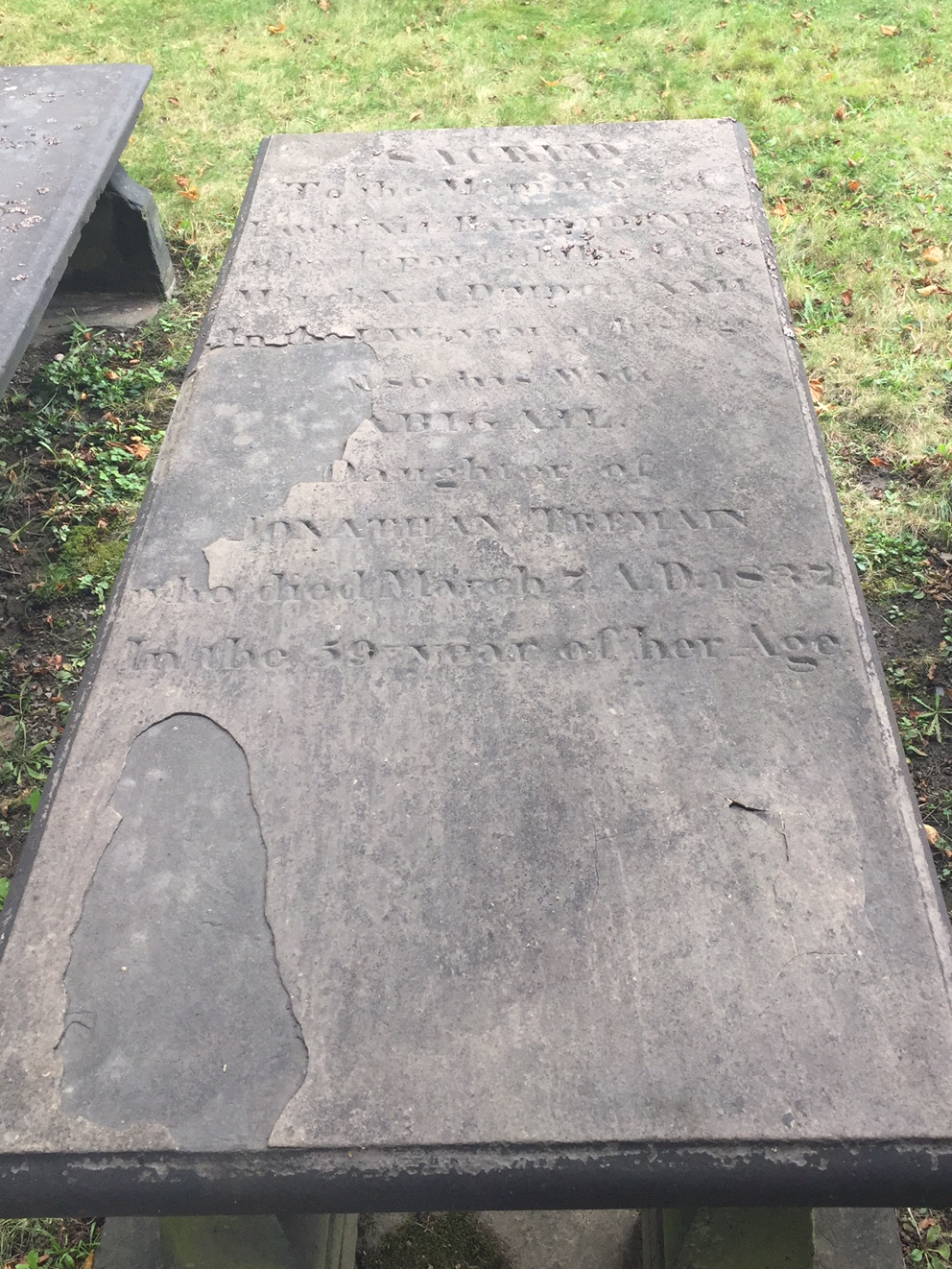
Tumba de Lawrence Hartshorne, m. 1822, un cuáquero que fue el asistente principal de John Clarkson en ayudar a los nuevos colonos de color de Nueva Escocia a emigrar a Sierra Leona /1792).
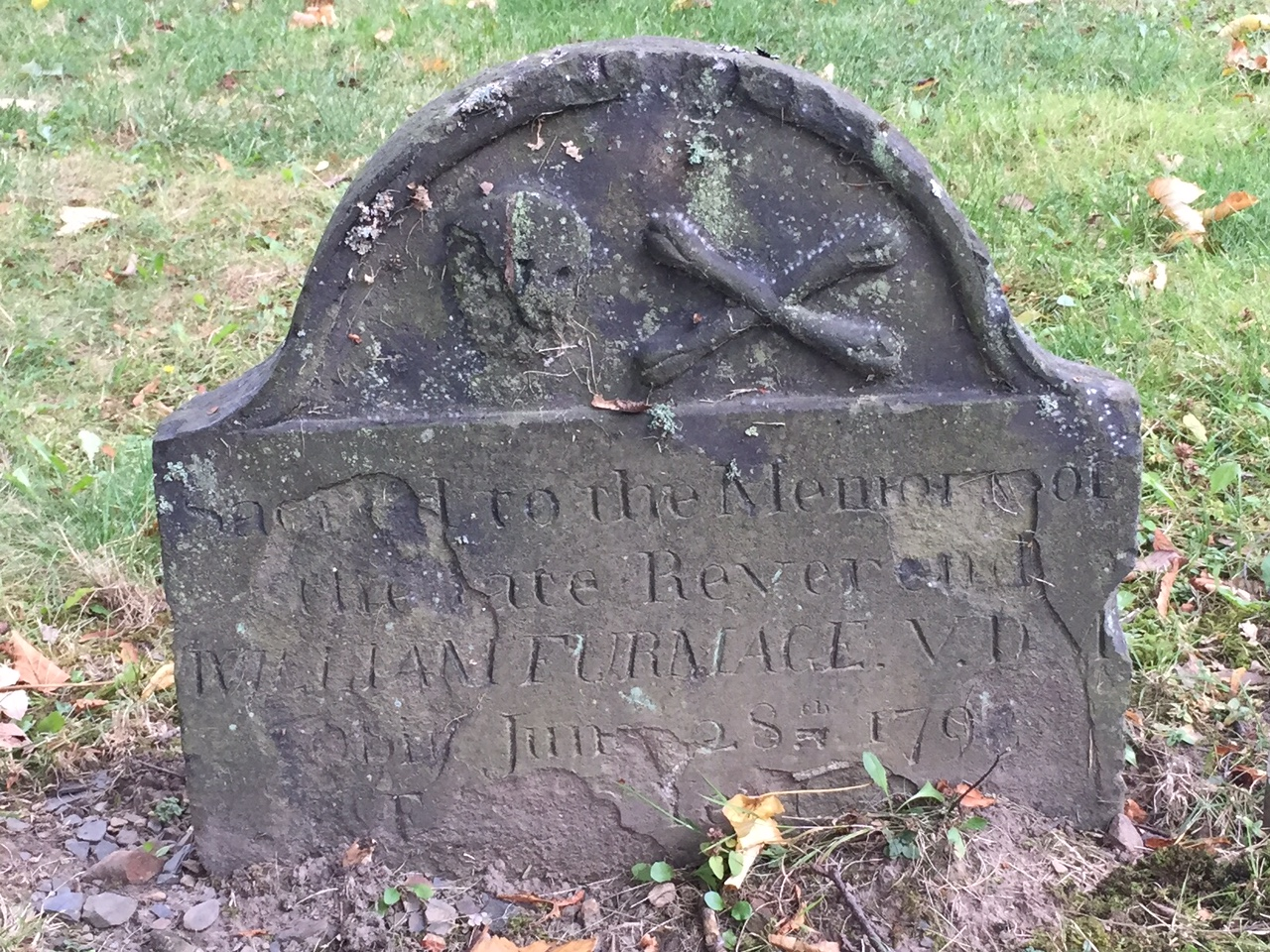
Tumba del reverendo William Furmage, misionero huntino de los lealistas negros, estableció una escuela para ellos, en Halifax.
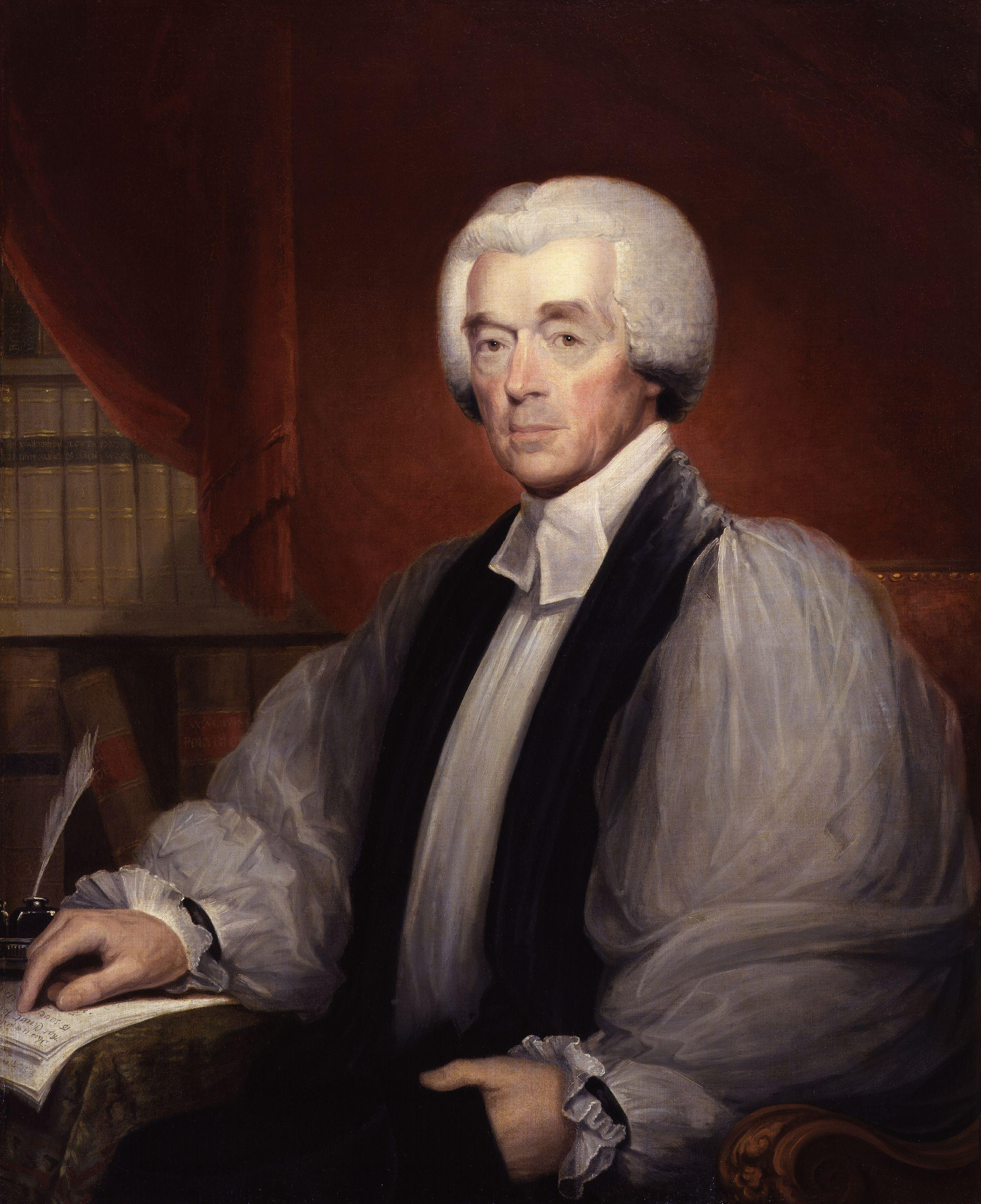
Charles Inglis, mecenas de la educación para negros de Nueva Escocia.

#### Pioneros negros
Muchos de los lealistas negros hicieron el servicio militar en el Ejército Británico, particularmente como parte del único regimiento negro de la guerra, los «Pioneros negros», mientras que otros cumplieron funciones no militares. Los soldados de los Pioneros negros se establecieron en Digby y recibieron una pequeña compensación en comparación con los soldados lealistas blancos. Muchos de ellos se establecieron bajo el liderazgo de Stephen Blucke, un prominente líder negro de los Pioneros negros. El historiador Barry Moody se ha referido a Blucke como «el verdadero fundador de la comunidad Afro-Nueva Escocia».

#### Birchtown
Blucke lideró la fundación de Birchtown, (Nueva Escocia) en 1783. La comunidad fue el mayor asentamiento de lealistas negros y fue el mayor  
asentamiento libre de africanos en América del Norte en el siglo XVIII. La comunidad fue nombrada en honor al general de brigada británico Samuel Birch, un oficial que ayudó en la evacuación de los Lealistas negros de Nueva York. También se nombró en honor al general, un asentamiento mucho más pequeño de Lealistas negros en el condado de Guysborough, Nueva Escocia, llamado Birchtown. Las otras dos comunidades importantes de lealistas negros establecidas en Nueva Escocia eran la ciudad de Brindley (actual Jordantown) y Tracadie. Birchtown estaba situada cerca de la ciudad más grande de Shelburne, con una población mayoritariamente blanca. Las tensiones raciales en Shelburne estallaron en los disturbios de Shelburne de 1784, cuando los residentes lealistas blancos expulsaron a los residentes negros de Shelburne y los llevaron a Birchtown. En los años posteriores a los disturbios, el condado de Shelbourne perdió población debido a factores económicos, y al menos la mitad de las familias de Birchtown abandonaron el asentamiento y emigraron a Sierra Leona en 1792. Para acomodar a estos súbditos británicos, el gobierno británico aprobó 16.000 libras para la emigración, tres veces el presupuesto anual total de Nueva Escocia.  Fueron conducidos a Sierra Leona por John Clarkson (un abolicionista) y se les conoció como los Colonos de Nueva Escocia.

#### Tracadie

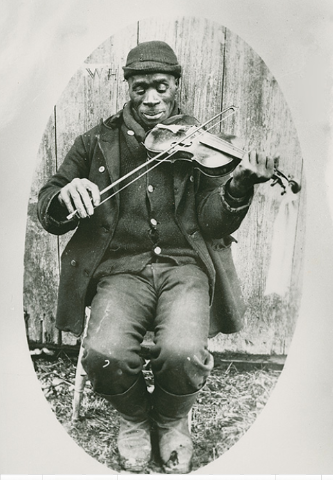
Joe Izard, descendiente del antiguo esclavo Andrew Izard, Guysborough, c. 1900

El otro asentamiento importante de los lealistas negros es Tracadie. Dirigidos por Thomas Brownspriggs, los 
afroamericanos de Nueva Escocia que se habían establecido en la bahía de Chedabucto, detrás de la actual aldea de Guysborough, emigraron a Tracadie (1787). Ninguno de los afroamericanos del este de Nueva Escocia emigró a Sierra Leona.
Uno de los lealistas negros fue Andrew Izard (c. 1755 - ?), un antiguo esclavo de Ralph Izard en St. George (Carolina del Sur). Trabajó en una plantación de arroz y creció en Combahee. Cuando era joven estaba valorado en 100 libras. En 1778 Izard se escapó. Durante la Revolución estadounidense trabajó para el ejército británico en el departamento del jefe de carretas. Estaba en uno de los últimos barcos que salieron de Nueva York en 1783. Viajó en el Nisbett en noviembre, el cual navegó a Port Mouton. El pueblo se quemó hasta los cimientos en la primavera de 1784 y fue transportado a Guysborough. Allí crio una familia y todavía tiene descendientes que viven en la comunidad.
La educación en la comunidad afroamericana fue inicialmente defendida por Charles Inglis, quien patrocinó la Sociedad Protestante para la Propagación del Evangelio. Algunos de los maestros de escuela fueron: Thomas Brownspriggs (hacia 1788-1790) y Dempsey Jordan (1818-?). Había 23 familias negras en Tracadie en 1808; en 1827 este número había aumentado a 30 o más.

#### Abolición de la esclavitud, 1787-1812
Mientras que la mayoría de los negros que llegaron a Nueva Escocia durante la Revolución estadounidense eran libres, otros no lo eran. Los esclavos negros también llegaron a Nueva Escocia como propiedad de los  Lealistas Blancos Americanos. En 1772, antes de la Revolución estadounidense, Gran Bretaña prohibió el comercio de esclavos en las islas británicas, seguido por la decisión de Knight v. Wedderburn en Escocia en 1778. Esta decisión, a su vez, influyó en la colonia de Nueva Escocia. En 1788, el abolicionista James Drummond MacGregor de Pictou publicó la primera literatura antiesclavista en el Canadá y comenzó a comprar la libertad de los esclavos y a castigar a sus colegas de la iglesia presbiteriana que poseían esclavos. El historiador Alan Wilson describe el documento como «un hito en el camino hacia la libertad personal en la provincia y el país». El historiador Robin Winks escribe que es «el ataque más agudo que ha salido de una pluma canadiense, incluso en la década de 1840; también había provocado un debate público que pronto llegó a los tribunales».
Dirigida por Richard John Uniacke, en 1787, 1789 y de nuevo el 11 de enero de 1808, la legislatura de Nueva Escocia se negó a legalizar la esclavitud. Al igual que el poder judicial de Massachusetts, dos jueces principales, Thomas Andrew Lumisden Strange (1790-1796) y Sampson Salter Blowers (1797-1832) emprendieron una «guerra judicial» en sus esfuerzos por liberar a los esclavos de sus propietarios en Nueva Escocia. El juez Alexander Croke (1801-1815) también incautó barcos de esclavos americanos durante este período de tiempo —el más famoso es el Liverpool Packet—. Durante la guerra, el neo-escocés William Winniett sirvió como tripulante a bordo del  HMS Tonnant en el esfuerzo por liberar a los esclavos de América. 
—Como Gobernador de la Costa de Oro británica, Winniett también trabajaría más tarde para acabar con el comercio de esclavos en África Occidental—. Al final de la Guerra de 1812 y la llegada de los Refugiados negros, quedaban pocos esclavos en Nueva Escocia. La Ley de Comercio de Esclavos prohibió el comercio de esclavos en el Imperio Británico en 1807 y la Ley de Abolición de la Esclavitud de 1833 prohibió la esclavitud en su conjunto.

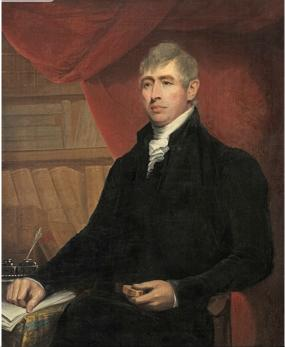
Abolitionist Richard John Uniacke, helped free Black Nova Scotian slaves
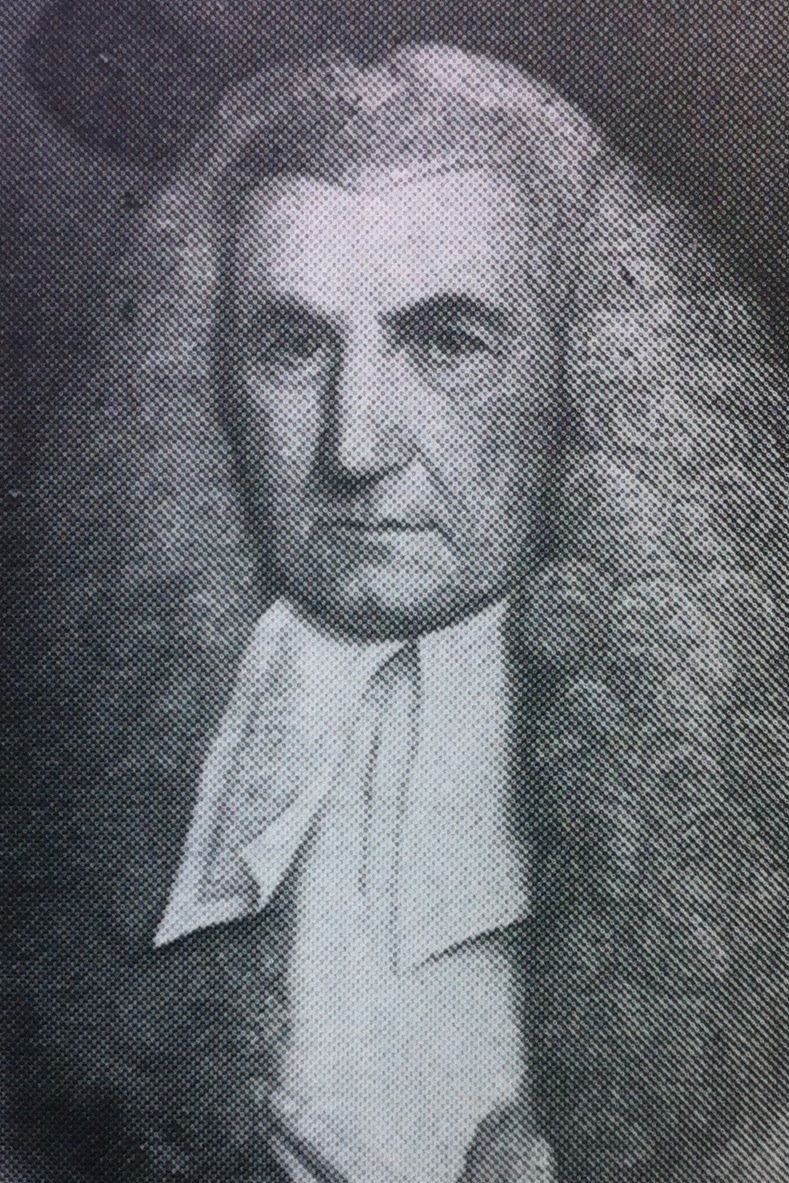
Chief Justice Sampson Salter Blowers, freed Black Nova Scotian slaves
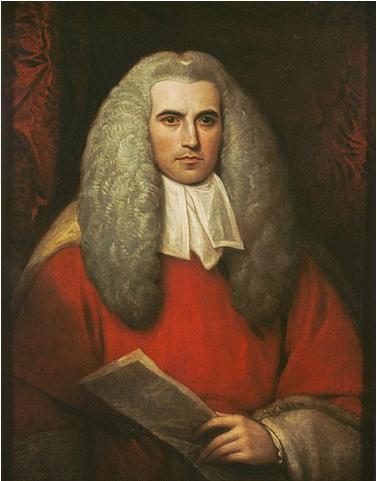
Chief Justice Thomas Andrew Lumisden Strange, freed Black Nova Scotian slaves
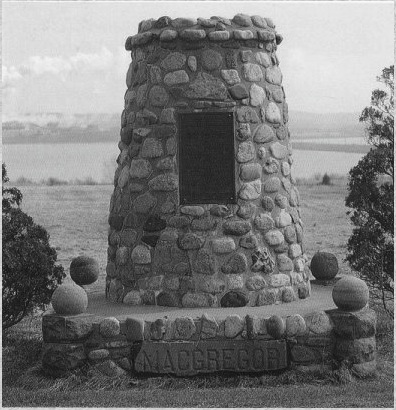
James Drummond MacGregor Monument, Pictou, Nueva Escocia.

#### Cimarrones jamaicanos

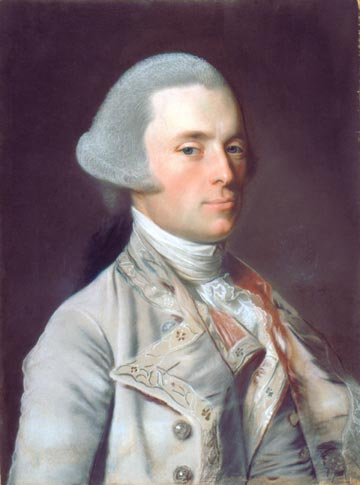
El Gobernador de Nueva Escocia, John Wentworth, intentó convertir a los cimarrones al cristianismo. La mayoría de éstos emigraron a Sierra Leona en 1800.

El 26 de junio de 1796, 543 hombres, mujeres y niños, cimarrones jamaicanos, fueron deportados a bordo de los barcos Dover, Mary y Anne, desde Jamaica después de haber sido derrotados en un levantamiento contra el gobierno colonial británico. Sin embargo, muchos historiadores no están de acuerdo en el número de personas que fueron transportadas de Jamaica a Nueva Escocia, y uno de ellos dice que 568 cimarrones de la actual Parroquia de Trelawny hicieron el viaje en 1796. Parece que poco menos de 600 salieron de Jamaica, de los cuales 17 murieron en el barco y 19 en su primer invierno en Nueva Escocia. Un cirujano canadiense contó 571 cimarrones en Nueva Escocia en 1797. Su destino inicial era el Bajo Canadá, pero el 21 y el 23 de julio los barcos llegaron a Nueva Escocia. En ese momento Halifax estaba experimentando un gran auge de construcción para modernizar las defensas de la ciudad, iniciado por el príncipe Eduardo de Kent (1767-1820). Esta situación había creado una escasez de mano de obra. Eduardo quedó impresionado por los cimarrones e inmediatamente los puso a trabajar en la Ciudadela de Halifax, en la Casa de Gobierno y en otras obras de defensa en toda la ciudad.
El vicegobernador británico John Wentworth, con los fondos proporcionados por el Gobierno de Jamaica, obtuvo un estipendio anual de 240 libras esterlinas para el mantenimiento de una escuela y la educación religiosa. Los cimarrones se quejaron de los fríos inviernos, de sus condiciones de segregación, de los métodos de cultivo poco familiares y de la falta de alojamiento adecuado. El líder cimarrón, Montague James, solicitó al Gobierno británico el derecho de paso a Sierra Leona (África Occidental), y finalmente se le concedió esa oportunidad ante la oposición de Wentworth. El 6 de agosto de 1800, los cimarrones partieron de Halifax, llegando el 1 de octubre a Freetown, Sierra Leona. En su nuevo hogar, los cimarrones establecieron una nueva comunidad en el distrito de Maroon Town, Sierra Leona.

### sigloXIX
En 1808, George Prévost autorizó la formación de un regimiento de color en la colonia bajo el mando del capitán Silas Hardy y el coronel Christopher Benson.

#### Guerra de 1812

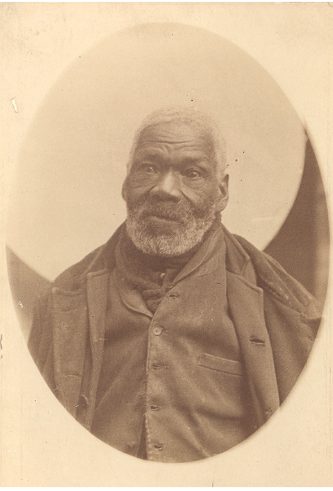
Gabriel Hall en la única imagen conocida de un refugiado negro de la Guerra de 1812.

La siguiente migración importante de negros a Nueva Escocia se produjo entre 1813 y 1815. Refugiados negros de los Estados Unidos se asentaron en muchas partes de Nueva Escocia, entre ellas Hammonds Plains, Beechville, Lucasville y Africville.
Canadá no se adaptaba a la agricultura de plantación en gran escala que se practicaba en el sur de los Estados Unidos, y la esclavitud se hizo cada vez más rara. En 1793, en una de las primeras leyes del nuevo parlamento colonial del Alto Canadá, se abolió la esclavitud. Para 1800, estaba prácticamente abolida en las demás colonias británicas de América del Norte y era ilegal en todo el Imperio Británico después de 1834. Esto hizo del Canadá un destino atractivo para quienes huían de la esclavitud en los Estados Unidos, como el ministro estadounidense Boston King.

#### Escuela Real Acadiana
En 1814, Walter Bromley abrió la Escuela Real Acadiana que incluía muchos estudiantes negros -niños y adultos- a los que enseñaba los fines de semana porque estaban empleados durante la semana. Algunos de los estudiantes negros entraron en negocios en Halifax mientras que otros fueron contratados como sirvientes.
En 1836, la Escuela Africana se estableció en Halifax a partir de la Escuela Evangélica Protestante (Escuela Bray) y pronto fue seguida por escuelas similares en Preston, Hammond's Plains y Beech Hill.

#### Iglesia Bautista Nuevos Horizontes

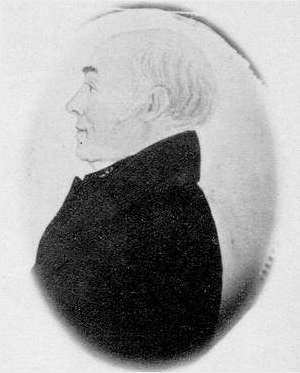
John Burton – fundador de una de las primeras congregaciones integradas en Nueva Escocia (c. 1811).

Después del predicador lealista negro David George, el ministro bautista John Burton fue uno de los primeros ministros en integrar a los negros y blancos de Nueva Escocia en la misma congregación. En 1811 la iglesia de Burton tenía 33 miembros, la mayoría de los cuales eran negros libres de Halifax y de los asentamientos vecinos de Preston y Hammonds Plains. Según el historiador Stephen Davidson, los negros fueron «rechazados, o simplemente tolerados, por el resto de la Halifax cristiana, aunque fueron primero recibidos calurosamente en la Iglesia Bautista».
Burton llegó a ser conocido como «un apóstol para la gente de color» y a menudo era enviado por la asociación bautista en visitas misioneras a las comunidades negras de los alrededores de Halifax. Fue el mentor de Richard Preston.

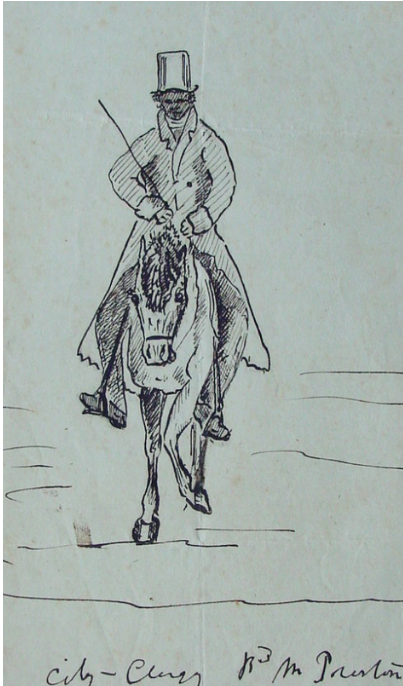
Richard Preston – fundador de la primera iglesia negra en Nueva Escocia (1832).

La Iglesia Bautista Nuevos Horizontes —anteriormente conocida como Iglesia Bautista Cornwallis Street, la Capilla Africana y la Iglesia Bautista Africana— es una iglesia bautista en Halifax, Nueva Escocia que fue establecida por Refugiados Negros en 1832. Cuando se completó la capilla, a los ciudadanos negros se les informó que Halifax estaba orgulloso de este logro porque era evidencia de que los antiguos esclavos podían establecer sus propias instituciones en Nueva Escocia. Bajo la dirección de Richard Preston, la iglesia sentó las bases para la acción social y poder abordar la difícil situación de los negros de Nueva Escocia.
Preston y otros establecieron una red de iglesias bautistas negras socialmente activas en toda Nueva Escocia, y la iglesia de Halifax se conoce como la «Iglesia Madre». Cinco de estas iglesias se establecieron en Halifax : Preston (1842), Beechville (1844), Hammonds Plains (1845) y otra en Africville (1849) y Dartmouth. De las reuniones celebradas en la iglesia, también se establecieron la African Friendly Society, la African Abolition Society y la African United Baptist Association.
La iglesia siguió siendo el centro del activismo social durante todo el siglo XX. Los reverendos en la iglesia incluyeron a William A. White (1919-1936) y William Pearly Oliver (1937-1962).

#### Guerra de Secesión

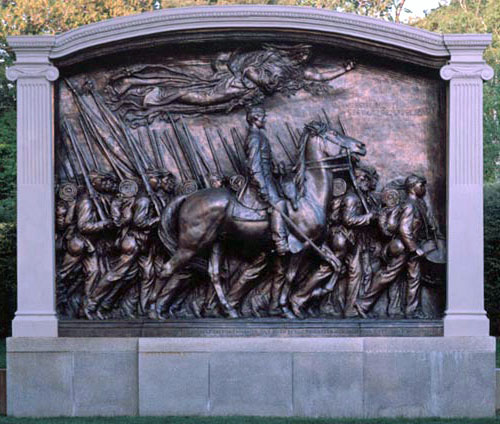
Memorial del 54.º Regimiento de Infantería de Voluntarios de Massachusetts, Boston.

Numerosos afroamericanos de Nueva Escocia lucharon en la guerra de Secesión para acabar con la esclavitud. Tal vez los más conocidos de Nueva Escocia que lucharon en la guerra son Joseph B. Noil y Benjamin Jackson. Tres negros de Nueva Escocia sirvieron en el famoso 54.º Regimiento de Infantería de Voluntarios de Massachusetts: Hammel Gilyer, Samuel Hazzard y Thomas Page.

### sigloXX

#### Liga de Hockey de Color

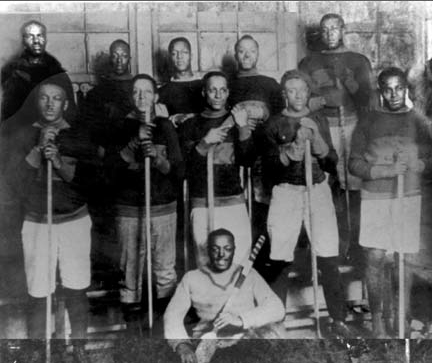
Liga de Hochey de Color, 1910.

En 1894 se fundó en Nueva Escocia una liga de hockey sobre hielo para negros, conocida como la Liga de Hockey de Color, en la que participaban jugadores negros de las provincias marítimas de Canadá: Nueva Escocia, Nueva Brunswick, Isla del Príncipe Eduardo. La liga comenzó a jugar 23 años antes de que se fundara la National Hockey League y, como tal, se le atribuyen algunas innovaciones que existen en la actualidad en la NHL. Lo más notable es que se afirma que el primer jugador que utilizó la Slap Shot fue Eddie Martin de los Eurekas de Halifax, hace más de 100 años. La liga permaneció en funcionamiento hasta 1930.

#### Primera Guerra Mundial

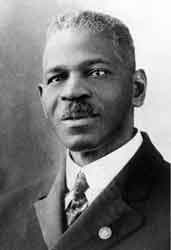
Reverendo William A. White - primer oficial negro del Imperio británico.

El Batallón de Construcción n.º 2 de la Fuerza Expedicionaria Canadiense (FEC) fue el único batallón predominantemente negro en la historia militar de Canadá y también el único batallón canadiense compuesto de soldados de color que sirvió en la Primera Guerra Mundial. El reverendo William A. White del batallón se convirtió en el primer oficial negro del Imperio británico.
Una unidad militar negra anterior en Nueva Escocia fue la Victoria Rifles.

#### Asociación de Nueva Escocia para el progreso de las personas de color
Dirigida por el ministro William Pearly Oliver, la Asociación de Nueva Escocia para el progreso de las personas de color (NSAACP) , se formó en 1945 a partir de la Iglesia Bautista de Cornwallis Street. La organización tenía la intención de mejorar el nivel de vida de los afroamericanos de Nueva Escocia, también intentó mejorar las relaciones entre negros y blancos en cooperación con agencias privadas y gubernamentales. A la organización se le unieron 500 negros de Nueva Escocia. En 1956, la NSAACP tenía sucursales en Halifax, Cobequid Road, Digby, Wegymouth Falls, Beechville, Inglewooe, Hammonds Plains y Yarmouth. Las sucursales de Preston y Africville se añadieron en 1962, el mismo año que las sucursales solicitadas de New Road, Cherrybrook y Preston East. En 1947, la Asociación llevó con éxito el caso de Viola Desmond al Tribunal Supremo del Canadá. También presionó al Hospital Infantil de Halifax para que permitiera que las mujeres negras se convirtieran en enfermeras; abogó por la inclusión y cuestionó el plan de estudios racista en el Departamento de Educación. La Asociación también elaboró un programa de educación para adultos con el departamento gubernamental. En 1970, más de un tercio de los 270 miembros eran blancos.

#### Comisión de Derechos Humanos de Nueva Escocia

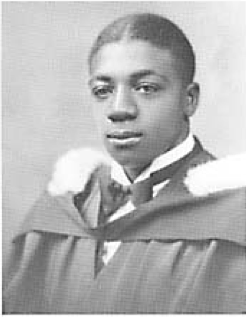
William Pearly Oliver (1934) – fundador de las cuatro principales organizaciones de apoyo a los negros de Nueva Escocia en el.

Junto con Oliver y la participación directa del primer ministro de Nueva Escocia, Robert Stanfield, muchos activistas negros fueron responsables del establecimiento de la Comisión de Derechos Humanos de Nueva Escocia (1967). Originalmente el mandato de la Comisión era principalmente abordar la difícil situación de los habitantes afroamericanos de Nueva Escocia. El primer empleado y funcionario administrativo de la Comisión fue Gordon Earle.

#### Frente Unido Negro
De acuerdo con los tiempos, el reverendo William Pearly Oliver inició el Frente Unido Negro en 1969, que adoptó explícitamente una agenda separatista negra.< El movimiento separatista negro de los Estados Unidos tuvo una influencia significativa en la movilización de la comunidad negra en Nueva Escocia del siglo XX. Este enfoque separatista negro para abordar el racismo y el empoderamiento de los negros fue introducido en Nueva Escocia por Marcus Garvey (fundador de la Asociación Universal de Desarrollo Negro y la Liga de Comunidades Africanas -UNIA-)en el decenio de 1920, quien sostuvo que los negros nunca obtendrían un trato justo en la sociedad blanca, por lo que debían formar repúblicas separadas o regresar a África. Se considera que los blancos son un grupo homogéneo que es esencialmente racista y, en ese sentido, se consideran irredimibles en los esfuerzos por hacer frente al racismo.
Garvey visitó Nueva Escocia en dos ocasiones, primero en la década de 1920, lo que dio lugar a una oficina de la Garvey visitó Nueva Escocia en dos ocasiones, primero en la década de 1920, lo que dio lugar a una oficina de la Asociación Universal de Desarrollo Negro y la Liga de Comunidades Africanas -UNIA- en la isla del Cabo Bretón, y luego otra visita en 1937. Se sintió atraído inicialmente por la fundación de una Iglesia Ortodoxa Africana en Sídney en 1921 y mantuvo contacto con la comunidad antillana expatriada. La UNIA lo invitó a visitarla en 1937, Garvey presidió las conferencias y convenciones regionales de la UNIA en Toronto, en 1936, 1937 y 1938. En la reunión de 1937 inauguró su Escuela de Filosofía Africana.
A pesar de las objeciones de Martin Luther King, esta política separatista se reforzó de nuevo en la década de 1960 con el Movimiento del Poder negro y especialmente su subgrupo militante, el Partido Pantera Negra. Francis Beaufils (alias Ronald Hill) era un Pantera Negra fugitivo que se enfrentaba a cargos en los Estados Unidos y que había encontrado refugio en la Nueva Escocia rural. El movimiento separatista influyó en el desarrollo del Frente Unido Negro (BUF) con sede en Halifax. El Frente Unido Negro era una organización nacionalista negra que se basaba en el programa de 10 puntos del Partido Pantera Negra. En 1968, Stokely Carmichael, quien acuñó la frase Black Power!, visitó Nueva Escocia ayudando a organizar el BUF.

#### Centro Cultural Negro de Nueva Escocia
El reverendo William Pearly Oliver dejó finalmente el Frente Unido Negro-BUF- y contribuyó a la creación del Centro Cultural Negro de Nueva Escocia, que abrió sus puertas en 1983. La organización alberga un museo, una biblioteca y un área de archivos. Oliver diseñó el Centro Cultural Negro para ayudar a todos los habitantes de Nueva Escocia a tomar conciencia de cómo la cultura negra está entretejida con el patrimonio de la provincia. El Centro también ayuda a los ciudadanos de Nueva Escocia a trazar su historia de defensa de los derechos humanos y de superación del racismo en la provincia. Por sus esfuerzos en el establecimiento de las cuatro organizaciones principales del siglo XX para apoyar a los negros de Nueva Escocia y, en última instancia, a todos los neozelandeses, William Oliver fue condecorado con la Orden de Canadá en 1984.

### sigloXXI

#### Organizaciones
Los afroamericanos de Nueva Escocia han creado varias organizaciones para servir a la comunidad. Entre ellas figuran la Asociación de Educadores Negros de Nueva Escocia, la Asociación Musical Africana de Nueva Escocia, la Asociación de Salud de los Afrocanadienses y la Iniciativa Empresarial Negra. Las personas que participan en estas y otras organizaciones colaboraron con diversos funcionarios para orquestar las disculpas e indultos del gobierno por incidentes de discriminación racial ocurridos en el pasado.

#### Apología de Africville

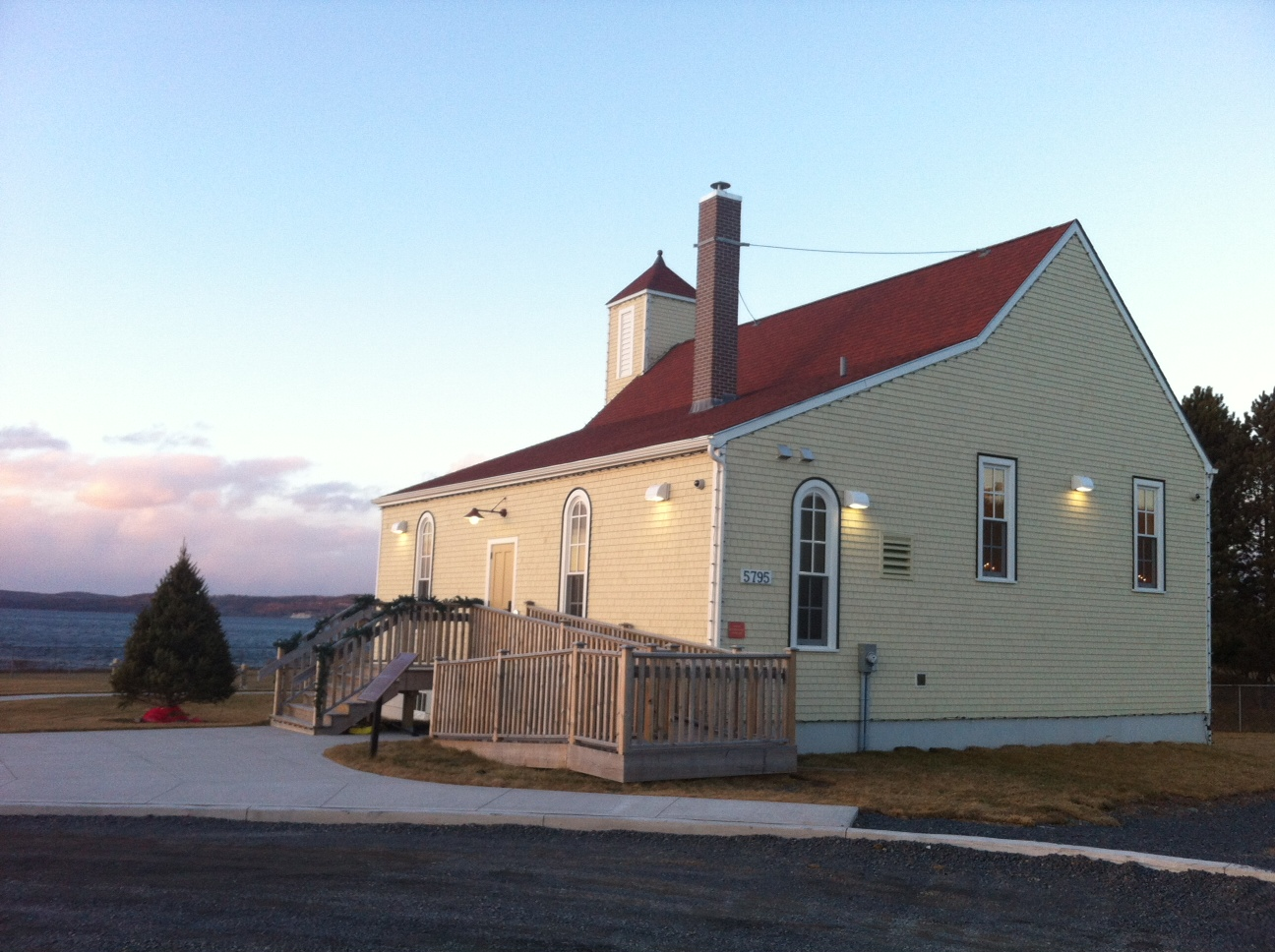
Iglesia de Africville (fundada en 1849): reconstruida como parte de la disculpa de Africville.

La disculpa o apología de Africville fue entregada el 24 de febrero de 2010 por Halifax, Nueva Escocia, por el desalojo y la eventual destrucción de Africville, una comunidad negra de Nueva Escocia.

#### Perdón Viola Desmond
El 14 de abril de 2010, la vicegobernadora de Nueva Escocia, Mayann Francis, por consejo de su primer ministro, invocó la Prerrogativa real y concedió a Viola Desmond un perdón libre póstumo, el primero de este tipo que se concedía en Canadá. El perdón libre, un recurso extraordinario concedido en virtud de la «Prerrogativa real de la Misericordia» solamente en las más raras circunstancias y el primero concedido a título póstumo, difiere del indulto simple en que se basa en la inocencia y reconoce que una condena fue errónea. El gobierno de Nueva Escocia también se disculpó. Esta iniciativa se llevó a cabo a través de la hermana menor de Desmond, Wanda Robson, y de un profesor de la Universidad de Cape Breton, Graham Reynolds, que trabajaron con el Gobierno de Nueva Escocia para asegurar que el nombre de Desmond fuera limpiado y que el gobierno admitiera su error.
En honor a Desmond, el gobierno provincial ha nombrado el primer Día del Patrimonio de Nueva Escocia en su honor.

#### Nova Scotia Home for Colored Children
Los niños de un orfanato que se abrió en 1921, el Hogar para Niños de Color de Nueva Escocia, sufrieron abusos físicos, psicológicos y sexuales por parte del personal durante un período de 50 años. Ray Wagner es el abogado principal de los antiguos residentes que presentaron con éxito un caso contra el orfanato. En 2014, el primer ministro de Nueva Escocia Stephen McNeil escribió una carta de disculpa y unos 300 demandantes recibirán una compensación monetaria por sus daños.

#### Inmigración
Desde las reformas de  inmigración de los años 70, un número creciente de personas de ascendencia africana se han trasladado a Nueva Escocia. Los miembros de estos grupos no suelen considerarse parte de la comunidad afroamericanos de Nueva Escocia, aunque pueden ser percibidos como tales por la sociedad en general.
Los cinco principales orígenes étnicos de los inmigrantes afrodescendientes en Nueva Escocia:
| País de origen | Población 2016 |
| -------------- | -------------- |
| Jamaica        | 480            |
| Nigeria        | 350            |
| Bahamas        | 230            |
| Etiopía        | 185            |
| Ghana          | 185            |

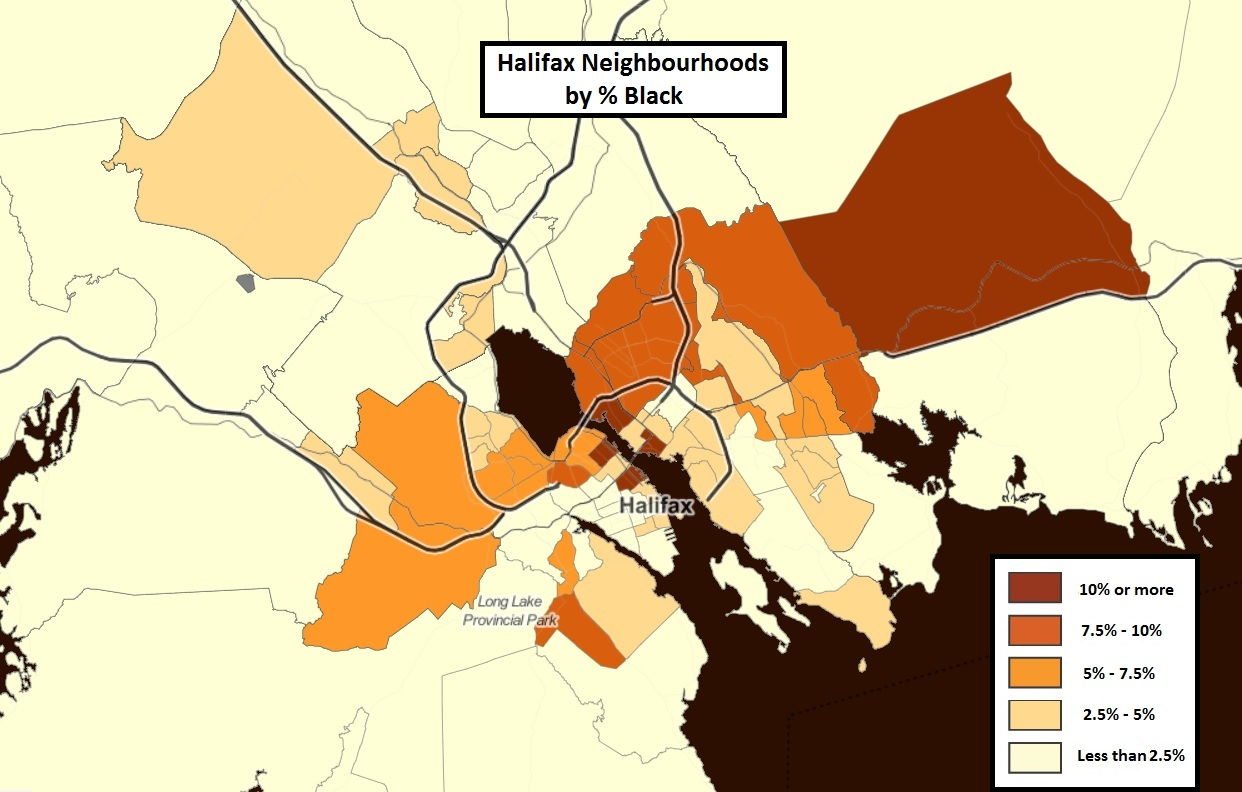
Mapa de las zonas censales de Halifax por porcentaje de la población que se identifica como de color en 2016.

Los habitantes de afroamericanos de Nueva Escocia se establecieron inicialmente en entornos rurales, que generalmente funcionaron de forma independiente hasta la década de 1960. Estas personas en las áreas urbanas todavía tienen sus raíces en estos asentamientos rurales. Algunos de los asentamientos incluyen: Gibson Woods, Greenville, Weymouth Falls, Birchtown, East Preston, Cherrybrook, Lincolnville, Upper Big Tracadie, Five Mile Plains, North Preston , Tracadie, Shelburne, Lucasville, Beechville y Hammonds Plainsentre entre otros. Algunos tienen raíces en otros asentamientos ubicados en Nuevo Brunswick y la Isla del Príncipe Eduardo, incluidos Isla del Cabo Bretón, Willow Grove (Saint John (Nuevo Brunswick)) y The Bog (Charlottetown).
Existen vecindarios negros prominentes en la mayoría de los pueblos y ciudades de Nueva Escocia, incluidos Halifax, Truro, New Glasgow, Sydney, Digby, Shelburne y Yarmouth. Los barrios negros en Halifax incluyen Uniacke Square y Mulgrave Park. El vecindario étnicamente diverso de Whitney Pier en Sydney tiene una población negra significativa, atraída por primera vez por la apertura de la fábrica de acero Dominion Iron and Steel Company a principios del siglo XX.